# 忽辛·拜哈拉
忽辛·拜哈拉（波斯語：‎ / Husayn Bāyqarā，1438年—1506年），帖木兒帝国的赫拉特地区统治者（在位：1469年 - 1506年）。他是帖木儿的玄孙，烏馬爾·沙黑的曾孙，拜哈拉·米尔扎一世的孙子，吉亚斯·乌德-丁·曼苏尔·米尔扎次子，长兄为拜哈拉·米尔扎二世。母亲则是米兰沙的后裔。

## 生平
当卜撒因在卡拉巴格战役中被白羊王朝统治者乌尊哈桑击败并抓住之后，后者将他交给了自己19岁的姻亲-沙哈鲁后王雅迪格爾·穆罕默德，他处决了卜撒因，此时的帖木儿帝国变得四分五裂。
借此机会，忽辛·拜哈拉再次进入呼罗珊并围困赫拉特，他于1469年3月24日最终占领了此地，成为了呼罗珊的帖木儿统治者。尽管卜撒因的儿子们向呼罗珊赶去以期报仇，然而却发现忽辛不仅巩固了对赫拉特的控制权，同时已经将他们父亲的旧部收为己有。
与此同时，乌尊哈桑指派雅迪格尔向呼罗珊进发。在Chenaran战役（1469年9月15日）中忽辛击败了雅迪格尔，但后者立刻收到了乌尊哈桑的增援部队。乌尊哈桑要求忽辛交出逃到赫拉特的黑羊王朝成员，忽辛拒绝了他。因此，雅迪格尔继续大举进攻呼罗珊，由于大规模的逃亡，忽辛失去了对自己部队的控制，他在1470年7月7日最终逃离赫拉特。六周之后，忽辛重新占领了这座城市，他组建了一支新兵并击败了试图前往呼罗珊的卜撒因的儿子们。忽辛成功抓到了雅迪格尔，并迅速处决了他。
忽辛的统治变得无比安稳。白羊王朝没有再对他进行进一步攻击，而且河中的帖木儿后王们的实力也因内耗而不断被削弱。他可能已经意识到乌兹别克人对自己的威胁，并明智地不与他们发生任何边界冲突。
忽辛被视为是“一个好国王，一个和平与正义的爱好者”，他建立了许多建筑，包括一所著名的学校；然而，在他几十年的统治中却被迫处理了几次叛乱和入侵。
1501年，乌兹别克人从巴布尔手中拿下了河中，在穆罕默德·昔班尼的领导下，直接构成了对于呼罗珊的威胁。尽管巴布尔曾建议忽辛采取行动，却由于忽辛年事已高而最终放弃。
乌兹别克人开始袭击呼罗珊，忽辛决心抵抗他们，然而不久之后的1506年他就去世了。帝国由于他的儿子巴迪·匝曼和穆扎法尔·忽辛之间的争位而分崩离析。起初支持忽辛的巴布尔注意到了这两兄弟之间的内斗，认定呼罗珊迟早会被攻陷。
果不其然，第二年，穆罕默德·昔班尼征服了赫拉特并迫使忽辛的继承人们作鸟兽散，从而结束了在帖木儿帝国在呼罗珊的统治。